# Sing for You (canción)
«Sing for You» es una canción grabada por la boy band surcoreana EXO. La canción fue publicada como el primer sencillo del miniálbum, Sing for You, el 10 de diciembre de 2015.

## Antecedentes y lanzamiento
Producida por Kenzie, «Sing for You» se describe como una balada silenciosa y acústica en la que un chico le explica a su enamorada lo incómodo que se siente, así que elige expresar sus sentimientos mediante el canto. Un vídeo teaser de la canción fue publicado el 8 de diciembre. La canción fue publicada junto con el EP del mismo nombre y sus vídeos musicales el 10 de diciembre.

## Vídeo musical
Los vídeos musicales en coreano y mandarín de «Sing for You» fueron publicados el 10 de diciembre de 2015. El vídeo musical, el cual está grabado en un ambiente en blanco y negro dramático, empieza suficientemente inocente con el grupo saliendo juntos y pasándola genial, pero los eventos toman un giro conflictivo y eso arruina la relación de los miembros.

## Promoción
EXO comenzó a interpretar «Sing for You» junto con «Unfair» en varios programas musicales surcoreanos desde el 12 al 18 de diciembre, respectivamente.

## Recepción
«Sing for You» se posicionó en el número tres de Gaon Digital Chart y logró la «triple corona» en Music Bank de KBS.

## Posicionamiento en listas y ventas
| Lista (2016)     | Mejor posición |
| ---------------- | -------------- |
| Gaon Music Chart | 3              |
| China V Chart    | 4              |

| Lista (2016)       | Mejor posición |
| ------------------ | -------------- |
| Gaon Digital Chart | 10             |

### Ventas
| Región        | Ventas  |
| ------------- | ------- |
| Corea del Sur | 710 424 |

## Premios

### Victorias en programas musicales
| Programa         | Fecha                   |
| ---------------- | ----------------------- |
| Music Bank (KBS) | 18 de diciembre de 2015 |
| Music Bank (KBS) | 25 de diciembre de 2015 |
| Music Bank (KBS) | 1 de enero de 2016      |